# نايف المرداس
نايف عبد العزيز المرداس العجمي (1963 - )؛ نائب سابق في مجلس الأمة الكويتي.

## سيرته
ولد نايف المرداس في الكويت عام 1963، حاصل على بكالوريوس محاسبة من جامعة الكويت وماجستير اقتصاد إسلامي وعمل ضابط برتبة عقيد في وزارة الداخلية (الكويت) وعضو جمعية المحاسبين والمراجعين الكويتية، وحاز علي عضوية مجلس الأمة الكويتي 2012 المبطل بحكم المحكمة الدستورية عن الدائرة الانتخابية الخامسة بعدد اصوات 13,747 وجاء ترتيبه السادس، كما شارك في انتخابات مجلس الأمة الكويتي 2016 في الدائرة الانتخابية الخامسة، وحصل على المركز الثامن بعدد أصوات 3,769 صوت وفاز بالانتخابات.

## أبرز مواقفه في مجلس الأمة
| استجواب الوزيرة هند الصبيح (يناير 2018)                  | مع الاستجواب |
| استجواب الوزير بخيت الرشيدي (2018)                       | ضد الاستجواب |
| استجواب الوزيرة هند الصبيح (مايو 2018)                   | مع الاستجواب |
| استجواب الوزير خالد الروضان (2019)                       | ضد الاستجواب |
| استجواب الوزير محمد الجبري (2019)                        | ضد الاستجواب |
| استجواب الوزير نايف الحجرف (2019)                        | ضد الاستجواب |
| استجواب الوزير براك الشيتان (2020)                       | ضد الاستجواب |
| استجواب الوزير أنس الصالح (أغسطس 2020)                   | مع الاستجواب |
| استجواب الوزير سعود هلال الحربي (أغسطس 2020)             | ضد الاستجواب |
| استجواب الوزير سعود هلال الحربي (سبتمبر 2020)            | ضد الاستجواب |
| استجواب الوزير أنس الصالح (سبتمبر 2020)                  | مع الاستجواب |
| تصويت فتح باب ما يستجد من أعمال (تعديل النظام الانتخابي) | موافق        |